# Вум
Вум — река в России, протекает по Косинскому району Пермского края. Устье реки находится в 66 км по правому берегу реки Коса. Длина реки составляет 28 км.
Исток реки на Верхнекамской возвышенности в 7 км к юго-востоку от села Горки. Река многократно меняет направление течения, описывая большую дугу вокруг деревни Левичи. В нижнем течении течёт на юго-запад. Притоки — Апайка, Чедшор, Тылайк, Светлый Шор (правые); Шершор, Чомжишор (левые). Впадает в Косу чуть ниже села Горки.

## Данные водного реестра
По данным государственного водного реестра России относится к Камскому бассейновому округу, водохозяйственный участок реки — Кама от истока до водомерного поста у села Бондюг, речной подбассейн реки — бассейны притоков Камы до впадения Белой. Речной бассейн реки — Кама.
Код объекта в государственном водном реестре — 10010100112111100002812.